# 裏垢女子
裏垢女子（うらあかじょし）とはインターネット上においてTwitterを始めとするSNS等において裏アカウントで投稿する女性のこと。狭義には裏アカウントで性的なことを呟いたり、性的な画像や動画をネット投稿する女性を指す。収入を得ている女性も存在する。

## 概要
裏アカウントでネット発信する女性の中には、下着姿や裸体の自撮り画像を投稿したり、性行為中の動画を投稿する等のアダルトな投稿をしている例がある。その目的としては、SNSでアダルトな投稿をすると「いいね」や「コメント」が多く着いたりフォロワーが増えたりする等して、自己承認欲求を満たすためである。「いいね」が一定数以上を超えたら、さらに過激な画像や動画を投稿する例もある。中にはさらなる過激なアダルト画像・動画が存在することを示した上で販売する裏垢女子もおり、アダルト画像・動画だけで本業の収入を超えたために生計がたてられるようになってフリーターを辞めた例もある。金銭のやり取りには身元がわからないように電子マネーが用いられる。
裏垢女子が見知らぬ男性とネット上でメッセージのやり取りをするうちに現実世界で出会って性行為をすることを「オフパコ」と呼ぶ。オフパコをする裏垢女子の一部はあと腐れなく会える男性を探している。オフパコで性行為する場合は性行為の対価に金銭がない例もあるが、男性が女性に金銭を払う個人売春になっている例が多い。裏垢女子がアダルトな自撮り画像等とともに「オフパコ希望」と性行為をする男性を募集する投稿も存在する。なお、全ての裏垢女子がオフパコを望んでいるわけではなく、あくまでネットアイドルとして注目されたいだけで現実世界で会うことは一切しない例もある。
2019年の『週刊SPA!』のインタビューでは、裏垢女子は裏垢について「退屈な日常の憂さ晴らしてくれる大切な居場所」「社会とのつながり。お金にもなるし、いろんな人にも会える」と答えている。
性的な画像や動画をネット投稿する裏垢女子は主にTwitterで活動を行っている。かつてIDが交換できる掲示板機能等があり、男女の出会いの温床となっていたLINEやぎゃるるは規制強化で出会いづらくなった一方で、Twitterは若い女性ユーザーが中心のInstagramと比べると10代や20代の男性ユーザーの利用が多く、複数アカウントを含めた匿名アカウントや顔写真やプロフィールの登録なしでも可能な自由自在なSNSということもあり、若い女性にとって裏垢女子の性的投稿に向いているとされる。2018年時点で警察庁が出している出会い系の被害の内訳ではLINEやぎゃるるの被害件数が減少傾向にある一方で、Twitterの被害件数は増加しており、それだけTwitterを出会い目的に使うユーザーが多いとされる。裏垢女子はTwitterについて「出会い系サイトはやったことはないが同じ年齢層が少なそうだが、Twitterはある程度同じ目的をもって接することが出来、親近感がある」「以前は出会い系サイトをやってたが、今は利用者が多く出会いがたくさんあるTwitterでオフパコ相手を探している」と述べている。
このようにネット上に性的な画像が動画を投稿する活動をする女性は精神的に病んでいるメンヘラの側面があり関わりたくないタイプと思われがちだが、多機能携帯電話（スマートフォン）とSNSが完全に普及してエロが身近な存在になった結果により女性たちの貞操観念を下げて裏垢女子の活動に駆り立てやすくなったとされ、2018年に『週刊プレイボーイ』が取材した裏垢女子は「過激な投稿をしている姿がとても想像できないどこにでも普通にいる女子」「普段はエロキャラでもなく、知り合いから裏垢女子とは思いもよらない普通の女子」「顔もスタイルもよく、学生だったら真面目で勉強を頑張っているような普通の女子」であるという。
2018年、2019年になると、裏垢女子を自ら名乗るSNSユーザーが登場し、SNSでの自撮りの投稿だけでなく、イメージビデオやアダルトビデオの個人制作、BOOTHやpixivFANBOXなどオンラインストアでのリリース、日本各地で開催されるイベントの出演など多岐にわたるようになっている。例として2018年当時Twitterフォロワー15000人を誇っていたmioは自身のイメージビデオ制作のクラウドファウンディングを成功させ、2019年現在は裏垢女子CEOと名乗り、商業活動に励むユーザーを支援している。

## トラブル
男の下心に付け込んで、可愛い女性の写真を悪用することで裏垢女子になりすまし、男性から(電子マネーやAmazonギフト券などを含む)を騙し取るキャットフィッシングや詐欺等の犯罪行為をする業者が存在する。
その他、裏アカウントで活動する利用者の個人情報が特定されて脅迫されたり、ネット上で個人情報が拡散されたり、裏垢女子が現実世界で会った男性から性的暴行を受けたりする等のトラブルになることもある。
2023年6月、SNSアカウントを利用して無修正ヌードの画像や動画を販売したわいせつ電磁的記録送信頒布罪で21歳会社員をはじめとして4人の裏垢女子が逮捕された。

## 大衆文化
裏垢女子は漫画の題材にもなっている。